# Les temps changent
Ne doit pas être confondu avec Les Temps qui changent.
Singles de MC Solaar
Gangster Moderne
(1997) Paradisiaque
(1998)
Les temps changent est un titre du rappeur français MC Solaar. Produit par Philippe Zdar, également co-auteur, et Boom Bass et issu de l'album Paradisiaque, paru en 1997. Il s'agit du second extrait de l'album à paraître en single.

## Historique
Les temps changent reste classé durant dix-neuf semaines dans les meilleures ventes de singles, du 13 septembre 1997 au 17 janvier 1998, et parvient à atteindre la treizième place lors de sa huitième semaine de présence dans le classement. La voix féminine en back est celle de K-reen.
Les temps changent est aussi le titre d'une chanson interprétée par Hugues Aufray en 1966, paroles et musique de Pierre Delanoë et Hugues Aufray d'après Bob Dylan, The Times They Are a-Changin' sortie en 1964.

## Classements
| Classement                              | Position |
| --------------------------------------- | -------- |
| France (SNEP)                           | 13       |
| Belgique (Wallonie Ultratop 50 Singles) | 26       |